# Das Leben ein Traum (film, 1916)
Pour les articles homonymes, voir Das Leben ein Traum.

Das Leben ein Traum est un film allemand réalisé par Robert Wiene et sorti en 1916.

## Fiche technique
- Titre anglophone : Life is a dream
- Réalisation : Robert Wiene
- Production :  Messter Film
- Date de sortie :  1916

## Distribution
- Alexander von Antalffy
- Bruno Decarli
- Maria Fein
- Emil Jannings
- Emil Rameau